# Fantastic Magic
Fantastic Magic (Magia Fantástica) es el segundo álbum de estudio de TK, vocalista de la banda japonesa Ling Tosite Sigure, en su proyecto de solista TK from Ling Tosite Sigure, lanzado el 27 de agosto de 2014 bajo la distribución del sello Sony Music Associated Records.

## Descripción
El álbum se lanzó en dos ediciones, regular y limitada, este último viene con un DVD de los videos musicales de "haze", "contrast", "unravel" y "Fantastic Magic".
Del álbum "contrast" y  "unravel", se lanzaron como sencillos, "contrast" se lanzó el 5 de marzo de 2014 como EP, que viene junto con la canción "Dramatic Slow Motion" y "tokio" del DVD, junto con "unravel", lanzado el 23 de julio del mismo año, este mismo escogido para ser el tema de apertura del anime Tokyo Ghoul.

## Promoción
TK anunció el álbum en la presentación del TK from Ling Tosite Sigure Tour 2014 "contrast" en Nakano Sun Plaza, el 21 de junio de 2014, después del lanzamiento del álbum,TK anuncia un tour llamado TK from Ling Tosite Sigure Tour 2014 "Fantastic Color Collection".
El video musical de "Fantastic Magic" su lanzado en YouTube el 6 de agosto de 2014.

## Canciones
Todas las canciones escritas y compuestas por TK. 
| N.º   | Título                                 | Duración |  |
| 1.    | «Fantastic Magic»                      | 04:09    |  |
| 2.    | «unravel»                              | 03:58    |  |
| 3.    | «kalei de scope»                       | 03:18    |  |
| 4.    | «an artist»                            | 04:02    |  |
| 5.    | «Tokio»                                | 04:42    |  |
| 6.    | «Shinkiro»                             | 05:04    |  |
| 7.    | «Dramatic Slow Motion» (album version) | 03:51    |  |
| 8.    | «Spiral Parade»                        | 04:15    |  |
| 9.    | «fragile»                              | 04:09    |  |
| 10.   | «contrast»                             | 04:59    |  |
| 42:26 |                                        |          |  |

| Edición Limitada DVD |                                   |          |  |
| N.º                  | Título                            | Duración |  |
| 1.                   | «haze» (Video musical)            |          |  |
| 2.                   | «contrast» (Video musical)        |          |  |
| 3.                   | «unravel» (Video musical)         |          |  |
| 4.                   | «Fantastic Magic» (Video musical) |          |  |
| 17:51                |                                   |          |  |

## Músicos participantes
Todas las canciones compuestas por TK
Fantastic Magic
- TK: Voz, guitarra
- Hidekazu Hinata: Bajo
- BOBO: Batería
- Mamiko Hirai: Piano
- Sato Honoka: Violín

unravel
- TK: Voz, guitarra
- Hidekazu Hinata: Bajo
- BOBO: Batería
- Mamiko Hirai: Piano
- Sato Honoka: Violín

kalei de scope
- TK: Voz, guitarra
- Hidekazu Hinata: Bajo
- BOBO: Batería
- Mamiko Hirai: Piano
- Sato Honoka: Violín

an artist
- TK: Voz, guitarra
- Hiroo Yamaguchi: Bajo
- BOBO: Batería
- Mamiko Hirai: Piano

tokio
- TK: Voz y piano

Shinkiro
- TK: Voz, guitarra
- Chara: Voz
- Hidekazu Hinata: Bajo
- Mamiko Hirai: Piano
- Takashi Kamakura: Batería

Dramatic Slow Motion
- TK: Voz, guitarra

- Takashi Kamakura: Batería
- BOBO: Batería
- Mamiko Hirai: Piano

Spiral Parade
- TK: Voz, guitarra
- Hidekazu Hinata: Bajo
- BOBO: Batería
- Sato Honoka: Violín

fragile
- TK: Voz, guitarra

contrast
- TK: Voz, guitarra
- Hidekazu Hinata: Bajo
- BOBO: Batería
- Mamiko Hirai: Piano
- Sato Honoka / Atsushi Suhara: Violín
- Mikiyo Kikuchi: Viola
- Yuki Takahiro: Chelo